# Joseph Boyden
Joseph Boyden CM (Willowdale, 1966. október 31. –) ír és skót származású kanadai regény- és novellaíró. Ő azt állítja, hogy őslakos származású, de ezt széles körben vitatják. Leginkább arról ismert, hogy az őslakosok kultúrájáról ír. Az első világháború alatt a kanadai hadseregben szolgáló két cree katonáról szóló Three Day Road című regényét az ojibwe Francis Pegahmagabow, a legendás első világháborús mesterlövész ihlette. Második regénye, a Through Black Spruce a Three Day Road egyik szereplője fiának (Will) történetét követi nyomon. A Bird család trilógia harmadik regénye 2013-ban jelent meg The Orenda címmel.

## Élete és pályafutása
Joseph Boyden az Ontario állambeli North Yorkban, Willowdale-ben nőtt fel, és a jezsuiták által vezetett Brebeuf College Schoolba járt. A tizenegy gyermek közül kilencedikként Blanche (Gosling) és Raymond Wilfrid Boyden fia, egy bátorságáról híres egészségügyi tiszté, aki a Distinguished Service Order kitüntetést kapta, és a második világháború legtöbb kitüntetést kapott egészségügyi tisztje volt.
Boyden a York Egyetemen bölcsészetet tanult, majd 1995-ben a New Orleans-i Egyetemen szerzett MFA diplomát szépirodalomból. 1995-1997 között a Northern College Aboriginal Student Programjának professzora volt. 1998-2010 között a New Orleans-i Egyetemen tanított, ahol írórezidensként tevékenykedett. Emellett 2013-2015 között a Brit Columbiai Egyetem Kreatív Írás Programjának előadója volt.
Boyden öt tiszteletbeli doktori címet és fokozatot kapott. 2009-ben a Nipissing Egyetemtől Doctor of Letters, honoris causa címet kapott. 2013-ban az Algoma Egyetemtől egy második díszdoktori címet kapott. 2014-ben a Sir Wilfrid Laurier Egyetemtől egy harmadik, 2015-ben a Trent Egyetemtől egy negyedik, valamint 2015-ben a Humber College-tól egy tiszteletbeli doktori címet kapott. Boyden 2013-ban megkapta a II. Erzsébet királynő gyémántjubileumi kitüntetését. Tagja volt a Kanadai Polgári Szabadságjogi Szövetség elnökségének.
2014-ben Boyden elfogadta a Royal Winnipeg Ballet megbízását, hogy írjon egy balettet a kanadai bentlakásos iskolákról. Going Home Star – Igazság és megbékélés című balettjét 2014-ben mutatták be, és bejárta az egész országot.
Boyden nyilvános előadóként rendszeresen foglalkozott a kanadai őslakosok, a környezetvédelem és a mentális egészség kérdéseivel. 2015. december 30-án Boyden-t a Kanada Rend tagjává nevezték ki "a közös örökségünkről szóló történeteket elmesélő írói hozzájárulásáért, valamint társadalmi szerepvállalásáért, különösen az Első Nemzetek támogatásáért."
Boyden 1995 és 2018 között Amanda Boyden írónővel volt házas. 2020-ban Amanda Boyden megjelentette memoárját, I Got the Dog címmel, amelyben a házasságuk végét okozó körülményekről írt.
Boyden az Ontario állambeli Georgian Bay közelében él feleségével, Laurával és két fiukkal. 2019-ben a Georgian Bay Today magazinban írt a hazatérésről és az új élet megtalálásáról. 2019-ben a kanadai Ontario államban, Parry Soundban található Sweetwater Writers Workshop társalapítója. A kanadai Ontario államban található Sweetwater Writers Workshop társalapítója. A Sweetwater Writers Workshop egyéni mentorálást, kreatív írói műhelyeket kínál, és elvonulásoknak ad otthont.

## A genealógia és a törzsi hovatartozás körüli viták
Joseph Boyden elsősorban ír és skót felmenőkkel rendelkezik. Számos őslakos író és kutató jelentkezett, hogy nyilvánosan kijelentse, Boydennek nincs joga egyetlen őslakos közösség nevében sem beszélni, mivel nem volt Első Nemzetek állampolgára és végső soron nem is őslakos.
Boyden őslakos örökségére vonatkozó állításai később nyilvános vita tárgyává váltak, amikor 2016. december 23-án megjelent az APTN National News cikke, Jorge Barrera "Author Joseph Boyden's shape-shifting Indigenous identity" címmel. Barrera cikke Boyden múltbeli állításait vizsgálja, miszerint Mi'kmaq és Métis felmenőkkel rendelkezik, valamint jelenlegi állításait, miszerint nipmuc és ojibwe. Barrera fényt derített Boyden nagybátyja, Earl Boyden körüli tényekre, aki az "Injun Joe" névre hallgatott. Earl Boyden művész volt az Algonquin Parkban, és a Maclean's 1956-ban megjelent "The Double Life of Injun Joe" című cikkében, amelyben a szerző arról számol be, hogy nincs "indián vére". Barrera Boyden családfáján végzett kutatása nem talált semmilyen indián felmenőt. Boyden édesanyja, akit Barrera rövid időre telefonon meginterjúvolt, azt mondta, hogy fia a családja történetét kutatja.
Boyden, aki visszautasította, hogy interjút adjon az APTN-nek a cikkhez, december 24-én Twitteren válaszolt. Elismerte, hogy métisnek nevezte magát, de a kifejezéssel csak vegyes vérűeket akart mondani. Továbbra is állította anyai ojibway és apai nipmuc gyökereit.
Ezt követően Rebeka Tabobondung, a Muskrat Magazine szerkesztője elárulta, hogy Boyden azt mondta neki, hogy a Wasauksing First Nationből származik. Tabobondung, aki maga is Wasauksingból származik, utánajárt, hogy megtalálja a családi kapcsolatot, de nem járt sikerrel. Boyden családjának azonban volt egy magánszigete a közösség közelében.
A következő hetekben számos őslakos író, aktivista és politikus, köztük Wab Kinew, Drew Hayden Taylor Hayden King, Ryan McMahon és mások írtak a vitáról az országos médiában. Megkérdezték, hogy Boyden milyen alapon érzi úgy, hogy szakértelemmel rendelkezik az ügyek képviseletéhez, ha nem őslakos, és megkérdezték, hogy kinek tartozik elszámolással, mivel néhány általa képviselt álláspont nem tűnt összhangban lévőnek az őslakos közösségekben folyó munkával.
2017. január 12-én Boyden először adott nyilvános interjút az APTN-cikk megjelenése óta. Személyesen választotta ki az interjúalanyokat, akik mindketten barátai voltak: Mark Medley a The Globe and Mail munkatársa, és Candy Palmater, egy komikus, aki alkalmanként a CBC-nél dolgozott. Boyden most elismerte, hogy korábban tévesen mi'kmaqként azonosította magát. Továbbra is "fehér gyerek bennszülött gyökerekkel", anyai ágon Ojibway, apai ágon Nipmuc származásúnak mondta magát. Tagadta, hogy őslakosként való identitására támaszkodott volna könyvei népszerűsítése érdekében, és kijelentette, hogy csak egy irodalmi díjat nyert az örökség alapján, és kevés pénzt. Ugyanakkor bocsánatot kért, amiért túl sokat foglalt el a "légtérből", és kijelentette, hogy kevesebb nyilvános beszédet fog tartani, így lehetővé téve, hogy az őslakosok hangja is hallható legyen a médiában.
Az interjúk reakciója vegyes volt. A Canadaland és más kutatók későbbi jelentései ellentmondásokat tártak fel Boyden állításaiban, és nem találtak bennszülött származást a hátterében.
A Maclean's magazin 2017. augusztus 2-án megjelent írásában Joseph Boyden azt állította, hogy elvégeztetett egy DNS-tesztet, amely "indián DNS-t" sorolt fel. Boyden kritikusai számára az eredmények keveset jelentenek, mivel a tág DNS-kategóriák nem jelentik a nemzethez tartozást. Kim Tallbear, az Első Nemzetek genetikai szakértője szerint az őslakos származásra mint faji kategóriára vonatkozó DNS-teszt tudományosan nem lehetséges, és gyakran összekeverik azokkal a DNS-tesztekkel, amelyek konkrét családi származást igazolnak. Boyden volt feleségét, Amanda Boydent egy 2020-as interjúban kérdezték a DNS-tesztről, és úgy jellemezte az eredményeket, hogy "néhány csepp őslakos vért mutatott ki... Grönlandról", és kijelentette, hogy Joseph "nem rendelkezik olyan DNS-sel, amely a kanadai vagy az egész amerikai kontinensen élő első nemzettől származna".
A Boyden gyökereiről szóló nyilvános leleplezések azzal fenyegettek, hogy hatással lesznek új szépirodalmi regényének megjelenésére. Lisa Meeches ojibway filmrendezőnő előállt azzal, hogy Boydent szellemi testvérévé fogadja, mondván, hogy mind bátyja közelmúltbeli halála, mind pedig Boyden munkásságának védelme iránti vágya motiválta.
Egy peres eljárás során Boyden bemutatta "státuszkártyájának" fénymásolatát, egy olyan dokumentumot, amely az Ontario Métis Aboriginal Association (más néven Woodland Métis Tribe) személyi igazolványának tűnik. Eric Andrew Gee újságíró kutatásai alapján a Globe and Mail 2017. augusztus 7-i számában a következő kommentár jelent meg: "az OMAA ... egy bonyolult és sok szempontból problémás szervezet, amelyet egyes prominens kanadai métisek nem tartanak sokra az évek során elkövetett jogi és pénzügyi balhéi, valamint laza tagsági politikája miatt, amely nem követeli meg az őslakos származás igazolását. A csoport nem ad "státuszkártyákat" sem – az indián státuszt csak a szövetségi kormány adhatja meg. Az igazolvány, amelyet Joseph Boyden aduászként lobogtat a nyilatkozatában, alig több, mint egy darab papír."

## Politika
2015-ben Boyden elítélte Stephen Harpert a 2015-ös kanadai szövetségi választások során, "faji uszításnak" és "félelemkeltésnek" nevezve politikáját.

## Bibliográfia

### Regények
- Three Day Road Toronto: Penguin Canada, 2005. (winner, the inaugural McNally Robinson Aboriginal Book of the Year Award; winner, the Amazon/Books in Canada First Novel Award; winner, the Rogers Writers' Trust Fiction Prize, 2006; included in Canada Reads 2006; longlisted for the 2007 International Dublin Literary Award; nominated for the 2005 Governor General's Awards)
- Through Black Spruce Toronto: Penguin Canada, 2008. (winner of the Scotiabank Giller Prize, November 2008)[45][46]
- The Orenda] Toronto: Hamish Hamilton, 2013. (longlisted for the 2013 Scotiabank Giller Prize, shortlisted nominee for the 2013 Governor General's Award for English fiction, winner of the 2014 Canada Reads competition)
- Wenjack Toronto: Penguin Canada, 2016

### Novellák
- Born With a Tooth Toronto: Cormorant Books, 2001.

### Non-fiction
- From Mushkegowuk to New Orleans: A Mixed Blood Highway. Edmonton: NeWest, 2008
- Extraordinary Canadians: Louis Riel And Gabriel Dumont. Toronto: Penguin Canada, 2010
- Kwe: Standing With Our Sisters. (editor) Toronto: Penguin Canada, 2014. (An anthology with more than fifty contributors to raise awareness of the crisis facing Indigenous women in Canada, with all proceeds going to Amnesty International's No More Stolen Sisters(wd) campaign)

## Magyarul megjelent
- Három nap az út (Three Day Road) – Geopen, Budapest, 2007 · ISBN 9789639574854 · Fordította: Hajdu András
- Az orenda (The Orenda) – Jaffa, Budapest, 2017 · ISBN 978-615-5609-91-6 · Fordította: Illés Róbert
- A fenyőfák között (Through Black Spruce) – Jaffa, Budapest, 2020 · ISBN 978-963-475-278-3 · Fordította: Illés Róbert
- Foggal született (Born with a tooth) – Jaffa, Budapest, 2023 · ISBN 9789634757870 · Fordította: Illés Róbert

## Fordítás
- Ez a szócikk részben vagy egészben  a   Joseph Boyden című angol Wikipédia-szócikk fordításán alapul.  Az eredeti cikk szerkesztőit annak laptörténete sorolja fel. Ez a jelzés csupán a megfogalmazás eredetét és a szerzői jogokat jelzi, nem szolgál a cikkben szereplő információk forrásmegjelöléseként.